# Ясеноваць (Кнежеві Виногради)
45°43′ пн. ш. 18°45′ сх. д. / 45.72° пн. ш. 18.75° сх. д.
Ясеноваць (хорв. Jasenovac) — населений пункт у Хорватії, в Осієцько-Баранській жупанії у складі громади Кнежеві Виногради.

## Населення
Населення за даними перепису 2011 року становило 35 осіб.
Динаміка чисельності населення поселення:

## Клімат
Середня річна температура становить 11,04 °C, середня максимальна – 25,36 °C, а середня мінімальна – -5,92 °C. Середня річна кількість опадів – 622 мм.
| Клімат поселення                              | Клімат поселення | Клімат поселення | Клімат поселення | Клімат поселення | Клімат поселення | Клімат поселення | Клімат поселення | Клімат поселення | Клімат поселення | Клімат поселення | Клімат поселення | Клімат поселення | Клімат поселення |
| Показник                                      | Січ.             | Лют.             | Бер.             | Квіт.            | Трав.            | Черв.            | Лип.             | Серп.            | Вер.             | Жовт.            | Лист.            | Груд.            |                  |
| Середній максимум, °C                         | 5,82             | 7,79             | 12,37            | 17,09            | 22,39            | 25,36            | 25,20            | 24,81            | 20,60            | 15,15            | 9,11             | 5,22             |                  |
| Середня температура, °C                       | −0,06            | 1,90             | 6,50             | 11,20            | 16,50            | 19,49            | 21,30            | 20,98            | 16,70            | 11,30            | 5,26             | 1,40             |                  |
| Середній мінімум, °C                          | −5,92            | −3,93            | 0,66             | 5,36             | 10,67            | 13,62            | 17,44            | 17,10            | 12,86            | 7,41             | 1,40             | −2,5             |                  |
| Норма опадів, мм                              | 39               | 34               | 37               | 50               | 58               | 77               | 63               | 59               | 50               | 51               | 57               | 47               |                  |
| Середньомісячна швидкість вітру, м/с          | 2.50             | 2.70             | 3.00             | 2.90             | 2.60             | 2.34             | 2.30             | 2.10             | 2.10             | 2.30             | 2.40             | 2.50             |                  |
| Середньомісячна сонячна радіація, кДж/м²·день | 4186             | 6947             | 10916            | 15524            | 19416            | 21785            | 22172            | 20203            | 14917            | 9414             | 4744             | 3487             |                  |
| --------------------------------------------- | ---------------- | ---------------- | ---------------- | ---------------- | ---------------- | ---------------- | ---------------- | ---------------- | ---------------- | ---------------- | ---------------- | ---------------- | ---------------- |
| Джерело:                                      |                  |                  |                  |                  |                  |                  |                  |                  |                  |                  |                  |                  |                  |